# WaterTower Music
WaterTower Music (anteriormente New Line Records de 2000 a 2010) é uma gravadora americana que atua como gravadora interna e administrada pela empresa de entretenimento Warner Bros., de propriedade da Warner Bros. Discovery. O nome e o logotipo são baseados na caixa d'água da Warner Bros.
É distribuída pela Alternative Distribution Alliance (ADA), parte do Warner Music Group, que Warner Bros. possuía no passado.

## História
Foi fundada em 2000 como New Line Records por Jason Linn.
Em 15 de janeiro de 2010, a New Line Records foi renomeada como WaterTower Music com Linn agora também se reportando a Paul Broucek, presidente de música da Warner Bros. Pictures. Em março de 2010, a empresa trocou a distribuição da ADA para Fontana, distribuidor independente do Universal Music Group.
Em 2019, a distribuição voltou a ser realizada pela ADA, efetivamente reunindo a WMG com a Warner Bros.